# Micadina bilobata
Micadina bilobata är en insektsart som beskrevs av Liu, S.L. och Cai 1994. Micadina bilobata ingår i släktet Micadina och familjen Diapheromeridae. Inga underarter finns listade i Catalogue of Life.